# Thibaut Vallette
Thibaut Vallette (18 de janeiro de 1974) é um ginete francês, especialista no CCE, campeão olímpico por equipes na Rio 2016.

## Carreira
Thibaut Vallette na Rio 2016 competiu no CCE por equipes, conquistando a medalha de ouro montando Entebbe, ao lado de Karim Laghouag, Mathieu Lemoine e Astier Nicolas. 